# 陳希
陳 希（ちん き、1953年9月 - ）は、中華人民共和国の官僚・政治家。福建省莆田県出身。中国共産党第18期、第19期中央委員。中国共産党第19期中央政治局委員。中国共産党第16期、第17期中央紀律委員会委員。現職は中国共産党中央政治局委員、中央書記処書記、中国共産党中央組織部部長、国家行政学院院長。

## 経歴
1953年9月、福建省莆田県で生まれる。文化大革命の1970年から1975年まで、陳希は福州大学の機械工場で労働者をしていた。1975年に清華大学化工系に入学した。1979年に清華大学化工系を卒業後、同年、陳希は福州大学の化学工業科の教師です。1978年11月に中国共産党入党。1979年、陳希は清華大学の化学と化学工学部の触媒動力学学科の学習に行って、1982年に修士号を取得。1982年、自身の母校である清華大学の団委にて副書記に着任し、以後、団委書記、党委常委、党委副書記、党委常務副書記、党委書記（部長級）と昇任した。
2008年11月、中央に移り、教育部副部長（次官）兼党組副書記に就任。2010年9月、党務に転じて遼寧省に赴任し、遼寧省党委員会副書記に就任した。2011年4月、鄧楠の後任として、中国科学技術協会党組書記、副主席、書記処第一書記に任命された。2013年4月、中国共産党中央組織部副部長に転任。2017年10月、中国共産党中央政治局委員、中央書記処書記、中国共産党中央組織部部長、中国共産党中央党校校長に昇格。同年11月には中国延安幹部学院院長、中国浦東幹部学院院長、中国井岡山幹部学院院長を兼務する。2018年3月、国家行政学院院長を兼務。